# Calophya patagonica
Calophya patagonica är en insektsart som beskrevs av Burckhardt och Basset 2000. Calophya patagonica ingår i släktet Calophya och familjen Calophyidae. Inga underarter finns listade i Catalogue of Life.